# Zoyapilca
Zoyapilca är en ort i Mexiko.   Den ligger i kommunen Jalpan de Serra och delstaten Querétaro Arteaga, i den centrala delen av landet, 210 km norr om huvudstaden Mexico City. Zoyapilca ligger 921 meter över havet och antalet invånare är 405.
Terrängen runt Zoyapilca är huvudsakligen kuperad, men norrut är den bergig. Runt Zoyapilca är det ganska glesbefolkat, med 29 invånare per kvadratkilometer. Närmaste större samhälle är Landa de Matamoros, 16,7 km söder om Zoyapilca. I omgivningarna runt Zoyapilca växer huvudsakligen savannskog.